# Alfredo Juan
Alfredo Juan Mayordomo (ur. 23 stycznia 1984 w Aspe) – hiszpański piłkarz występujący na pozycji napastnika w AD Alcorcón.